# 王兆民 (立法委員)
王兆民（1901年11月30日—1985年5月1日），名翰章，字墨林，嫩江省龍江縣人，中华民国政治人物。民國37年（1948年）在嫩江省選區當選第一屆立法委員。歌手王菲為其孫女。

## 生平[1][2][3]
早年毕业于黑龍江省立第一師範學校、南滿醫科大學。民國九年，入國立北京大學國文系。民國十五年，吉林私立毓文中學教員。民國十七年（1928年），任吉林省立大學講師。
民國二十六年（1937年），福建省立醫學專科學校教授兼訓導主任。
民國二十九年（1940年），內政部衛生署西北防疫處主任秘書、西北衛生實驗院主任秘書。代理蘭州中央醫院院長。
民國三十四年（1945年），興安省政府委員兼秘書長。后任中國國民黨興安省黨部執行委員，國民政府主席東北行轅經濟委員會主任秘書。是年隨政府遷臺，次子王佑林留在了大陸。
民國七十四年（1985年）5月1日病逝。